# 戦国時代史料の一覧
戦国時代史料の一覧
ここでは、日本の戦国時代についての史料の一覧を記す。史料価値については諸書を按じたが、研究者間でも史料の評価については諸説があることに留意されたい。
なお、詳細は個々の項目を見られたい。

## 日記・実録
日記は一般的に史料価値が高いとされており、古文書に次ぐ第一級史料とされることが多いが、後世の加筆などもあり取り扱いには慎重を要する。
- 『イエズス会日本通信』・『イエズス会日本年報』　イエズス会発行。来日したイエズス会宣教師たちの書簡を中心とした刊行物。
- 『家忠日記』　松平家忠著
- 『家久君上京日記』　島津家久著
- 『上井覚兼日記』　上井覚兼著
- 『宇野主水日記』　宇野主水著
- 『王代記』

甲斐国窪八幡神社の別当寺である普賢寺住職による年代記。
- 『兼見卿記』　吉田兼見著
- 『高白斎記』

武田氏家臣の日記。武田家の家政に関する記録が豊富で、武田三代期の基本史料。
- 『駒井日記』　駒井重勝著
- 『塩山向嶽庵年代記』

甲斐国塩山向嶽寺の歴史住職により書き継がれた年代記。創建以来の向嶽寺史や武田氏との関わりに関する記事が豊富。
- 『時慶卿記』
- 『勝山記』（妙法寺記）

富士北麓地域の年代記。武田氏をはじめとする領主の動向や甲斐・駿河の政治的事件のほか、災害や生業に関する記録も多い。
- 『朝鮮日々記』

慶長の役に医僧として動員させられた浄土真宗僧侶慶念の従軍日記。僧の視点から見た、当時の生々しい朝鮮半島の戦場の様子が記録されている。
- 『天正記』　大村由己著
- 『天王寺屋会記』
- 『言経卿記』　山科言経著
- 『晴豊公記』　勧修寺晴豊著
- 『フロイス日本史』　ルイス・フロイス著
- 『八代日記』（当家日記）

相良氏の八代側の家臣（八代談合衆中）によると思しき日記。

## 軍記物
→「軍記物」
- 『信長公記』　太田牛一著
- 『大かうさまくんきのうち』　太田牛一著
- 『明智軍記』

著者不詳。元禄頃の成立。明智光秀の唯一の伝記。しかし史料的価値は低いとされる。
- 『 浅井三代記』
- 『陰徳太平記』

安芸毛利氏を中心に中国地方の戦国時代を描写した戦国軍記。17世紀末頃の成立。岩国藩の家老香川正矩著。毛利元就礼讃の傾向が強い。
- 『大友記』
- 『奥羽永慶軍記』

東北地方の戦国時代を描写した戦国軍記。元禄11年の成立。久保田藩の医師戸部正直著。
- 『蒲池物語』　蒲池豊庵著

蒲池氏の盛衰記。
- 『 官地論』

加賀冨樫氏と加賀一向一揆の抗争を記した軍記。
- 『九州治乱記』友松玄益著

大友氏を中心とした九州北部の軍記。
- 『江濃記』
- 『江北記』
- 『甲陽軍鑑』　高坂昌信著?小幡景憲編

甲斐武田氏の歴史、戦術などを記した軍学書。武田信玄の重臣高坂昌信が書き残した記録をもとに江戸時代に軍学者小幡景憲が脚色・創作を加えたものとされるが、史実と大きく異なっている点も多く、史料としての評価は分かれている。
- 『佐久間軍記』佐久間常関著。

織田信長家臣の佐久間氏と一部柴田氏について桶狭間の戦いから大坂の陣までの記録。
- 『信長記』小瀬甫庵著

太田牛一の著作『信長公記』を底本に儒教的価値観に基づき創作や脚色加えて書いたもの。資料的価値は低いが、江戸時代を通して広く読まれた。
- 『勢州軍記』
- 『総見記』（『織田軍記』）
- 『太閤記』　小瀬甫庵著　豊臣秀吉の一代記。『信長記』と同じく創作や脚色が多いが、江戸時代に大いに流布した。
- 『筑後国史』（筑後将士軍談）鈴木一貞著
- 『土佐物語』吉田孝世著

長宗我部氏の興亡を描いた軍記物語。
- 『南海治乱記』

阿波三好氏を中心とした軍記。
- 『肥陽軍記』

龍造寺氏の興隆を描いた軍記。実際の出来事の前後の間違いや年号の間違い、またこれにしか記述のない常識的ではない出来事などが散見される。
- 甫庵信長記　→　信長記
- 『豆相記』
- 『北条記』『東乱記』『小田原記』『 異本小田原記』『関侍伝記』『相州兵乱記』『関東兵乱記』
- 三浦浄心『北条五代記』寛永18版、万治2版
- 『北条盛衰記』改題本『北条五代実記』現代語訳『小田原北条記』
- 『関八州古戦録』
- 『南藤蔓綿録』　梅山無一軒著

相良氏についての軍記。
- 『北越軍談』

越後上杉氏についての軍記。甲陽軍鑑の影響と上杉流軍学喧伝の傾向が顕著であり、史料価値は高くない。
- 『北肥戦誌(九州治乱記)』　馬渡俊継著

龍造寺氏を中心とした肥前国に関する軍記。
- 『元親記』

長宗我部元親についての軍記。

## 覚書・聞書
- 『川角太閤記』　川角三郎右衛門著？
- 『国友鉄砲記』

当時、鉄砲の生産地として栄えた近江国・国友村の鉄砲鍛冶の記録。
- 『慶長見聞集』
- 『塵芥集』　伊達稙宗著
- 『 祖父物語』
- 『武功夜話』
- 『三河物語』　大久保忠教著

## 江戸期の編纂史書
- 『徳川実紀』　徳川幕府が編纂した歴史書。
- 『名将言行録』　岡谷繁実著